# NGC 1
NGC 1は、ペガスス座の方向に約1億9000万光年離れた位置にある渦巻銀河である。直径は約9万光年で、我々の銀河系よりも少し小さい。ニュージェネラルカタログに登録された最初の天体である。カタログが編纂された1860年当時では、この天体は最も赤径の小さい天体であったため、赤径順で並べられたNGCカタログの最初に来ることになった。その後、様々な天体がリストに追加され、現在では最も赤径が小さいわけではなくなっている。